# Stephen Yablo
Stephen Yablo és un filòsof estatunidenc nascut canadenc. És professor de Filosofia a l'Institut de Tecnologia de Massachusetts, i havia ensenyat anteriorment a la Universitat de Michigan, Ann Arbor. S'especialitza en la filosofia de la lògica, filosofia de la ment, metafísica, filosofia de la llengua, i filosofia de les matemàtiques.
El seu Ph.D. és de la Universitat de Califòrnia, Berkeley, on va treballar amb Donald Davidson i George Myro. El 2012, va ser elegit Company de l'Acadèmia Americana de les Arts i les Ciències. Va néixer a Toronto, Ontario, fill de pare polonès Saul Yablo i mare romanesa-canadenca Gloria Yablo (née Herman), ambdós jueus. Està casat amb la companya filòsofa del MIT Sally Haslanger.
El 1993, va publicar un petit document que mostrava que es pot generar una paradoxa semblant a la del mentider (paradoxa de Yablo) sense autoreferència. Ha publicat una gran quantitat de documents influents en la filosofia de la ment, la filosofia de la llengua, i la metafísica, i va donar la Conferència John Locke a Oxford el 2012, la qual va formar la base pel seu llibre Aboutness, la qual un crític la va descriure com "un llibre important i de gran abast que els filòsofs debatran per molt de temps."

## Llibres
- Pensaments (Documents Filosòfics, volum 1) (Premsa Universitària d'Oxford, 2009)
- Coses (Documents Filosòfics, volum 2) (Premsa Universitària d'Oxford, 2010)
- Aboutness (Premsa universitària de Princeton, 2014).